# كلية الحقوق في باريس
كلية الحقوق في باريس (بالإنجليزية: Paris Law Faculty)‏ هي كلية، تأسست في 31 ديسمبر 1970، في فرنسا.